# Wanghua
För andra betydelser, se Wanghua (olika betydelser).
Wanghua är ett stadsdistrikt i Fushun i Liaoning-provinsen i nordöstra Kina.